# Alternativa Sociale
De Alternativa Sociale (Nederlands: Sociaal Alternatief), was een Italiaanse politieke alliantie van kleine neofascistische partijen. De alliantie ontstond als initiatief van Libertà di Azione ("Vrijheid van Actie") van Alessandra Mussolini, de kleindochter van de Italiaanse dictator Benito Mussolini. Mevr. Mussolini stichtte Libertà di Azione in 2003, nadat ze uit de Alleanza Nazionale van Gianfranco Fini was gestapt. De reden voor haar uittreden was dat Fini de AN van haar fascistisch verleden wilde ontdoen.
Mussolini's Libertà di Azione (later Azione Sociale) vormde in 2004 met het Fronte Sociale Nazionale, Fiamma Tricolore en Forza Nuova Alternativa Sociale en deed in dat jaar mee aan de Europese verkiezingen en verkreeg 1,2% van de stemmen, goed voor een zetel in het Europees Parlement.
Alternativa Sociale was conservatief, extreemrechts, neofascistisch en verheerlijkt het Italiaans verleden. Er is veel kritiek op de AN en de revisionistische koers van Fini. De alliantie steunde het Huis van de Vrijheden van Berlusconi, maar maakte er geen deel van uit.
In 2009 werd Alternativa Sociale ontbonden. De componenten gingen elk hun eigen weg: het Fronte Sociale Nazionale ging op in rechts, terwijl Azione Sociale opging in het Volk van de Vrijheid. Forza Nuova daarentegen ging een samenwerking aan met het Movimento Idea Sociale van Pino Rauti.

## Voorzitter
- Alessandra Mussolini